# Exetastes luteofacies
Exetastes luteofacies là một loài tò vò trong họ Ichneumonidae.